# Regimiento de Caballería «España»

Escudo del Regimiento de Caballería «España» n.º 11, RCLAC-11 (Ejército de Tierra español).

El Regimiento de Caballería «España», desde 1987 también denominado Regimiento de Caballería Ligero Acorazado «España» n.º 11 y en la actualidad directamente encuadrado en la División «Castillejos», es un regimiento de caballería del Ejército de Tierra español creado en 1659.

## Historial
En 1641 aparecieron varias compañías de Caballería que dieron lugar al Trozo de Caballería de Extremadura, fundado en Badajoz el año 1659.
En septiembre de 1704 tomó la denominación de Regimiento viejo de Extremadura. 
En 1763 adoptó el nombre de Regimiento de Caballería España.

### Guerra de Restauración portuguesa (1640-68)
Participa en la Guerra de Restauración portuguesa tomando Olivenza el 30 de mayo de 1657 y el 20 de junio Moura. Estaba al mando de Antonio Isasi, siendo Capitán General de Extremadura el Duque de San Germán.

### Primera Guerra Carlista
Durante la Primera Guerra Carlista, el antecedente del «España» –el Regimiento «Vitoria», 4.º de Ligeros– combatió del lado del gobierno isabelino. Su primer escuadrón se distinguió especialmente en la acción de Cheste, ganando una bandera de la Orden militar de San Fernando para su estandarte.

### Lanceros de España
Tal como figura en la Memoria sobre la Organización y Estado del Ejército en 1.º de enero de 1860, los lanceros vestían de forma análoga a los coraceros, pero con pantalón gris celeste, distinguiéndose este regimiento por el color amarillo de la banderola de las lanzas. Iban armados de lanza y sable semirrecto modelo de 1840.

### Segunda República
En 1931 se refunde con el Regimiento de Caballería «Borbón» para formar el Regimiento de Cazadores de Caballería n.º 4.

### Guerra civil
En julio de 1936 formaba parte de la Segunda Brigada de la División de Caballería bajo la denominación de Regimiento de Cazadores «España» n.º 4, acuartelado en Burgos.

### Estado español / Época del general Franco
Recogió en 1944 el historial del «Borbón», del que el Grupo Ligero recibe denominación: GCLAC Lanceros de Borbón I/11.
En 1965 quedó encuadrado en la División de Montaña «Navarra» n.º 6 como Regimiento de Caballería Acorazado de Montaña (RCACM) «España» n.º 11, con sede en la ciudad de Burgos. Permaneció en Burgos hasta el 1 de junio de 1986 cuando se trasladó a Zaragoza.

## Estructura
- Plana mayor de mando:
  - Mando
  - Plana mayor
  - Sección de plana mayor
- Grupo Caballería Ligero Acorazado "Lanceros de Borbón" I/11
- Grupo Caballería Ligero Acorazado "Numancia" II/11.